# 顏楷

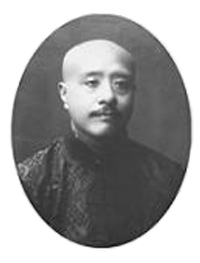

颜楷（1877年—1927年3月7日），字雍耆，號拔室，四川华阳（今双流县）人。清朝及中华民国政治人物、书法家、佛教居士。

## 生平
光緒二十八年（1902年）举人，光绪三十年（1904年）甲辰恩科进士，高居二甲第三名，選庶吉士，散館授編修。光绪三十一年（1905年）派往日本东京帝国大学學習法政，兩年后回国，任翰林院侍讲，宣統元年（1909年）调任广西抚署总文案。宣統三年（1911年）秋回乡，正值争路事起，出任四川保路同志会干事长，被四川总督赵尔丰逮捕。不久成都兵变，尹昌衡捕杀赵尔丰，颜楷反对株连子孙，将赵氏孙收养府中。民国三年（1914年），主办四川法政学校。民国七年（1918年）辞职，不问政治，佞佛为居士，出任四川佛教会副会长，以卖字画为生。
顏楷精於书法，今成都人民公园内“辛亥秋保路死事纪念碑”其中一面的刻字即顏楷所書。